# Trilogia di Lloyd Hopkins
La trilogia di Lloyd Hopkins è composta dai tre romanzi polizieschi scritti da James Ellroy: Le strade dell'innocenza (Blood on the Moon, 1984), Perché la notte (Because the Night ,1984) e La collina dei suicidi, (Suicide Hill, 1985).

## Personaggi
Il personaggio principale dei tre romanzi è Lloyd Hopkins, detective della LAPD, la polizia di Los Angeles. Nato nel 1942, Hopkins proviene da una famiglia protestante irlandese di Silverlake. Alto e muscoloso, con un QI eccezionale, sesso dipendente, Hopkins talvolta si sente autorizzato a infrangere la legge per rimediare alle ingiustizie. Non sopporta la musica o altri rumori forti e frequentemente passa giorni senza dormire mentre lavora su un caso scottante. In un'intervista del 13 ottobre 2017, l'attore Tom Hanks ha dichiarato che sarebbe interessato a interpretare Lloyd Hopkins se si dovesse produrre un film o un adattamento teatrale.
Fra i personaggi ricorrenti dei tre romanzi ci sono: 
- Janice Hopkins, moglie di Lloyd;
- Annie, Caroline e Penny, le tre figlie di Lloyd e Janice;
- Arthur "Dutch" Peltz, un vecchio  collega di Lloyd e suo migliore amico;
- Fred Gaffaney, capitano della LAPD, cristiano integralista, ostile a Hopkins.

## Temi
In Le strade dell'innocenza e Perché la notte Lloyd Hopkins risolve gli omicidi commessi da criminali eccezionalmente intelligenti e organizzati. I cattivi di La Collina dei suicidi sono molto più banali. I romanzi ruotano attorno a un'identificazione sottostante tra Hopkins e gli assassini. 
All'opposto, a causa delle sue stesse violazioni, Hopkins non potrà mai risolvere i suoi casi e far punire i cattivi in modo lecito. Portare a termine le sue indagini comporta anche il confronto e la sconfitta di Fred Gaffaney, che vuole Hopkins fuori dalla LAPD per i suoi metodi ribelli. Tematicamente, tutto ciò significa che Hopkins non potrà mai ottenere un riconoscimento personale o professionale per i suoi successi. Dal punto di vista narrativo, significa che la linea tra trama principale e trama secondaria è sfocata.
Un altro obiettivo di Hopkins nei romanzi è quello di salvare il suo matrimonio. Delle sue tre figlie, ha una relazione speciale con Penny. 